# Krystyna Zabawska
Krystyna Zabawska, nata Danilczyk (Kopczany, 14 gennaio 1968), è un'ex pesista polacca.
Ha un primato personale di 19,42 m.

## Palmarès
| Anno | Manifestazione  | Sede              | Evento         | Risultato | Misura  | Note                                     |
| ---- | --------------- | ----------------- | -------------- | --------- | ------- | ---------------------------------------- |
| 1991 | Mondiali indoor | Siviglia          | Getto del peso | 11ª       | 16,04 m |                                          |
| 1991 | Mondiali        | Tokyo             | Getto del peso | 12ª       | 17,59 m |                                          |
| 1992 | Olimpiadi       | Barcellona        | Getto del peso | 10ª       | 18,29 m |                                          |
| 1993 | Mondiali        | Stoccarda         | Getto del peso | 17ª       | 17,62 m |                                          |
| 1994 | Europei indoor  | Parigi            | Getto del peso | 6ª        | 18,57 m | Miglior prestazione personale            |
| 1994 | Europei         | Helsinki          | Getto del peso | 9ª        | 17,50 m |                                          |
| 1997 | Mondiali indoor | Parigi            | Getto del peso | 9ª        | 18,18 m |                                          |
| 1997 | Mondiali        | Atene             | Getto del peso | 8ª        | 17,83 m |                                          |
| 1998 | Europei indoor  | Valencia          | Getto del peso | 4ª        | 18,81 m |                                          |
| 1998 | Europei         | Budapest          | Getto del peso | 11ª       | 17,69 m |                                          |
| 1999 | Mondiali indoor | Maebashi          | Getto del peso | Argento   | 19,00 m |                                          |
| 1999 | Mondiali        | Atene             | Getto del peso | 8ª        | 18,12 m |                                          |
| 2000 | Europei indoor  | Gand              | Getto del peso | 5ª        | 18,88 m |                                          |
| 2000 | Olimpiadi       | Sydney            | Getto del peso | 5ª        | 19,18 m | Miglior prestazione personale stagionale |
| 2001 | Mondiali indoor | Lisbona           | Getto del peso | 8ª        | 18,12 m | Miglior prestazione personale stagionale |
| 2001 | Mondiali        | Edmonton          | Getto del peso | 10ª       | 18,50 m |                                          |
| 2002 | Europei         | Monaco di Baviera | Getto del peso | 7ª        | 18,63 m |                                          |
| 2003 | Mondiali        | Parigi            | Getto del peso | 6ª        | 18,62 m |                                          |
| 2004 | Mondiali indoor | Budapest          | Getto del peso | 5ª        | 19,00 m | Miglior prestazione personale stagionale |
| 2004 | Olimpiadi       | Atene             | Getto del peso | 5ª        | 18,64 m | [ 1 ]                                    |
| 2005 | Europei indoor  | Madrid            | Getto del peso | Argento   | 18,96 m | Miglior prestazione personale stagionale |
| 2006 | Mondiali indoor | Mosca             | Getto del peso | 11ª       | 17,53 m |                                          |
| 2006 | Europei         | Göteborg          | Getto del peso | 9ª        | 17,99 m |                                          |
| 2008 | Olimpiadi       | Pechino           | Getto del peso | nm        | nm      |                                          |

## Campionati nazionali
- 15 volte campionessa nazionale nel getto del peso (1991/1994, 1997/2004, 2006/2008)
- 9 volte nel getto del peso indoor (1997/2000, 2003/2006, 2008)

1997
- Oro ai Campionati nazionali polacchi indoor, getto del peso - 18,54 m
- Oro ai Campionati nazionali polacchi, getto del peso - 18,59 m

1998
- Oro ai Campionati nazionali polacchi indoor, getto del peso - 19,04 m
- Oro ai Campionati nazionali polacchi, getto del peso - 18,60 m

1999
- Oro ai Campionati nazionali polacchi indoor, getto del peso - 19,26 m
- Oro ai Campionati nazionali polacchi, getto del peso - 19,03 m

2000
- Oro ai Campionati nazionali polacchi indoor, getto del peso - 18,80 m
- Oro ai Campionati nazionali polacchi, getto del peso - 18,35 m

2001
- Argento ai Campionati nazionali polacchi indoor, getto del peso - 18,10 m
- Oro ai Campionati nazionali polacchi, getto del peso - 18,85 m

2002
- Oro ai Campionati nazionali polacchi, getto del peso - 18,11 m

2003
- Oro ai Campionati nazionali polacchi indoor, getto del peso - 18,33 m
- Oro ai Campionati nazionali polacchi, getto del peso - 18,82 m

2004
- Oro ai Campionati nazionali polacchi indoor, getto del peso - 18,25 m
- Oro ai Campionati nazionali polacchi, getto del peso - 18,42 m

2005
- Oro ai Campionati nazionali polacchi indoor, getto del peso - 18,39 m

2006
- Oro ai Campionati nazionali polacchi indoor, getto del peso - 18,02 m
- Oro ai Campionati nazionali polacchi, getto del peso - 18,73 m

2007
- Oro ai Campionati nazionali polacchi, getto del peso - 17,57 m

2008
- Oro ai Campionati nazionali polacchi indoor, getto del peso - 17,46 m
- Oro ai Campionati nazionali polacchi, getto del peso - 17,39 m